# موشک بالستیک

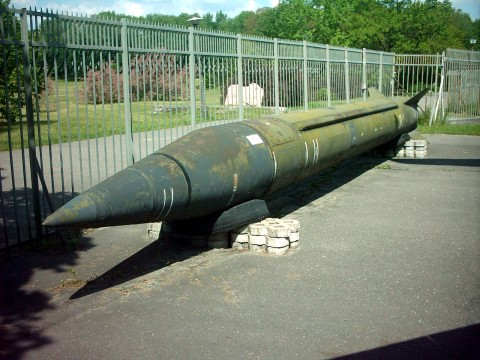
موشک بالستیک (از نوع اسکاد-بی)

موشک بالستیک (به انگلیسی: Ballistic missile) یا موشک پَرتابشی یک سامانه تسلیحاتی استراتژیک خودهدایت‌شونده راکتی است که یک مسیر بالستیک را دنبال می‌کند تا محموله را از محل پرتاب خود به یک هدف ازپیش تعیین‌شده برساند. موشک‌های بالستیک می‌توانند مواد منفجره معمولی و همچنین مهمات شیمیایی، بیولوژیکی یا هسته‌ای را حمل کنند. موشک‌های بالستیک را می‌توان از هواپیما، کشتی و زیردریایی و سیلوهای زمینی و سکوهای متحرک پرتاب کرد.

## تاریخچه

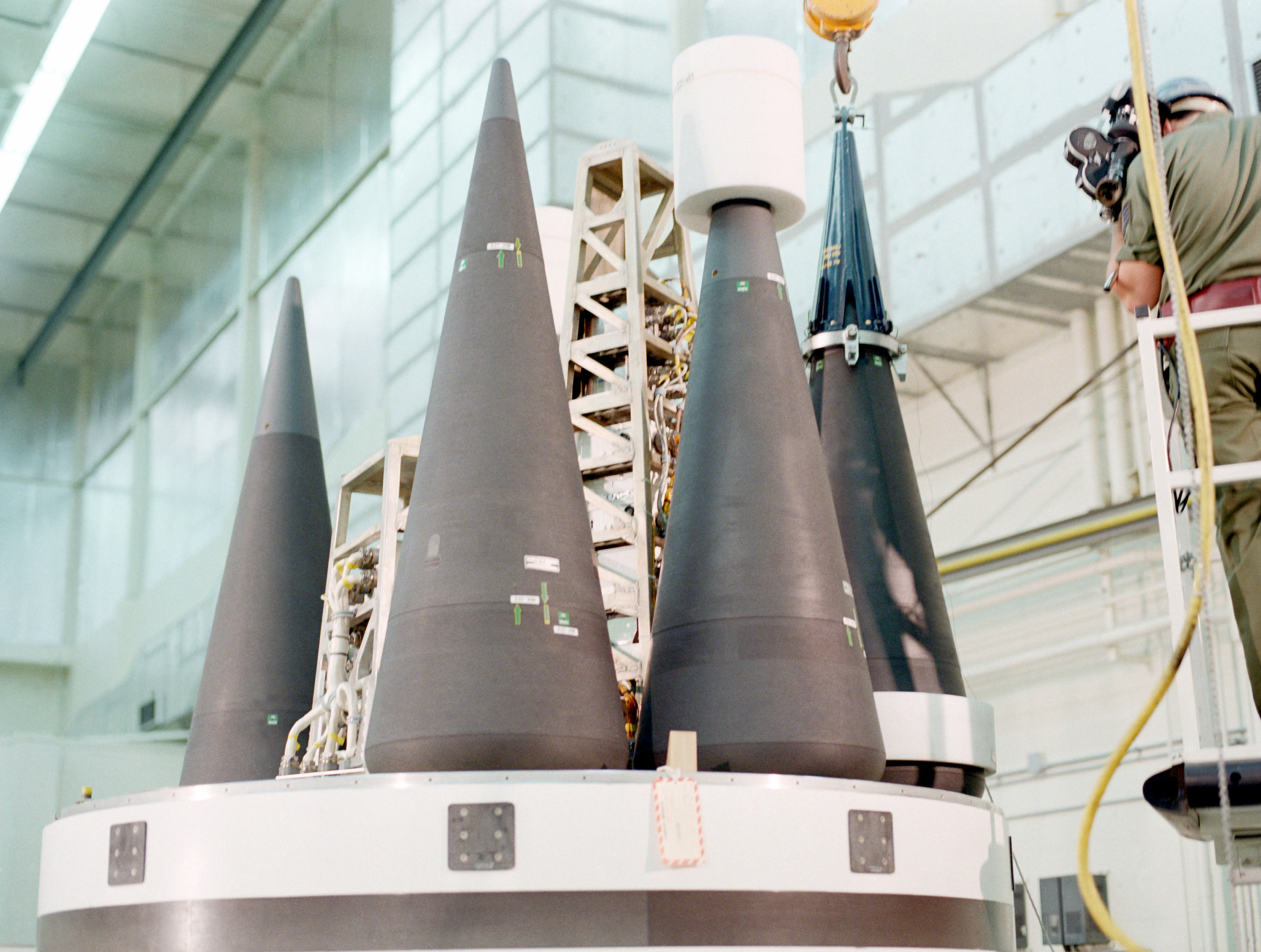
کلاهک‌های سامانه موشکی هدف‌گیری مستقل چندگانه بر روی موشک پیسکیپر

اولین موشک بالستیک A-4 نام داشت که معمولاً با نام موشک وی-۲ (اصطلاح آلمانی 2-Vergeltungswaffe به معنی «سلاح انتقامی ۲») شناخته می‌شود که بین سال‌های ۱۹۳۰ تا ۱۹۴۰ میلادی توسط آلمان نازی و زیرنظر ورنر فون براون در ورماخت ساخته شد. اولین پرتاب موفقیت‌آمیز وی-۲ در ۳ اکتبر ۱۹۴۲ بود و برای اولین بار در تاریخ ۴ سپتامبر ۱۹۴۴ علیه انگلستان مورد استفاده قرار گرفت. تا پایان جنگ جهانی دوم حدود ۳۰۰۰ موشک وی-۲ از مجموع شش هزار موشک ساخته شده توسط ورماخت، به سمت کشورهای بریتانیا، هلند و بلژیک پرتاب شده بود.

## انواع
موشک‌های بالستیک را می‌توان از نظر برد یا کاربرد آن‌ها دسته‌بندی کرد، که معمولاً آن‌ها را بر اساس برد گروه‌بندی می‌کنند. کشورهای مختلف از الگوهای متفاوتی برای دسته‌بندی موشک‌های بالستیک استفاده می‌کنند.
موشک بالستیک تاکتیکی (به انگلیسی: Tactical ballistic missile):با میزان برد ۱۵۰ تا ۳۰۰ کیلومتر
موشک بالیستیک کوتاه‌برد (SRBM) (به انگلیسی: Short-range ballistic missile): با برد کمتر از ۱٫۰۰۰ کیلومتر
موشک بالستیک میان‌برد (MRBM) (به انگلیسی: Medium-range ballistic missile): با میزان برد بین ۱٫۰۰۰ تا ۳٫۵۰۰ کیلومتر
موشک بالستیک دوربرد (IRBM) (به انگلیسی: Intermediate-range ballistic missile): با میزان برد ۳٫۵۰۰ تا ۵٫۵۰۰ کیلومتر
موشک بالستیک قاره‌پیما (ICBM) (به انگلیسی: Intercontinental ballistic missile): با برد بیشتر از ۵٫۵۰۰ کیلومتر
موشک بالستیک زیردریایی (SLBM) (به انگلیسی: Submarine-launched ballistic missile): با برد بیشتر از ۵٫۵۰۰ کیلومتر

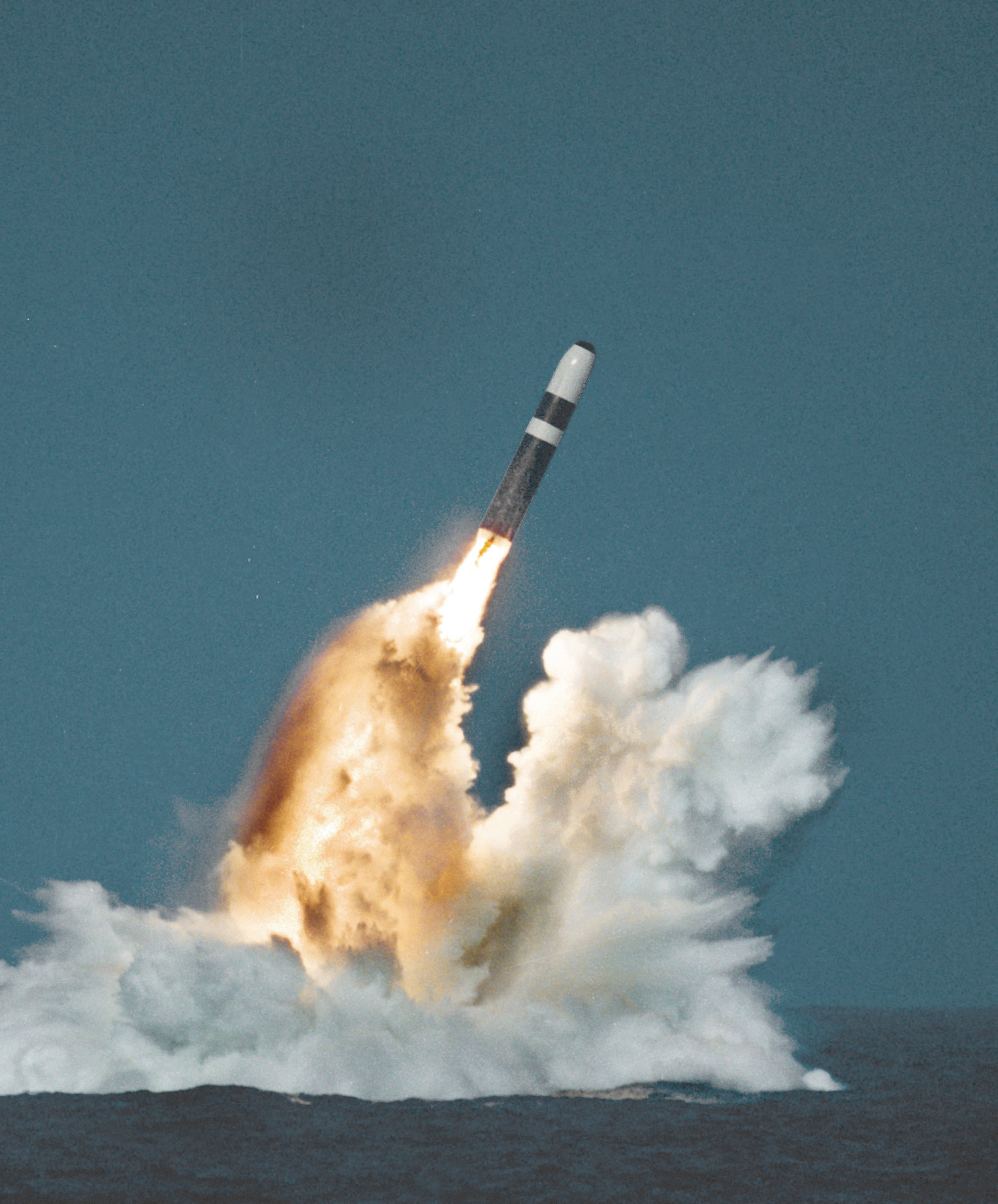
موشک بالستیک قاره‌پیمای ترایدنت II که از یک زیردریایی موشک بالستیک شلیک شده است.

به‌دلیل محدودیت موشک‌های بالستیک در توانایی حمل بارهای سنگین عمدتاً از موشک‌های بالستیک میان‌برد، دوربرد و قاره‌پیما برای حمل کلاهک‌های هسته‌ای استفاده می‌شود، زیرا درغیر این‌صورت پرتاب کردن حجم کمی از مواد منفجره معمولی توسط موشک‌های بالستیک صرفهٔ اقتصادی ندارد.
موشک‌های بالستیک کوتاه برد (SRBM) به‌طور بالقوه در درگیری‌های منطقه‌ای به دلیل فاصله کم کشورها، هزینه نسبی کم و سهولت تنظیمات و پیکربندی آن‌ها مورد استفاده قرار می‌گیرند.